# Lijn E (metro van Rotterdam)
Metrolijn E is een metrolijn van de Rotterdamse metro en tevens onderdeel van RandstadRail. De lijn loopt van station Den Haag Centraal naar station Slinge in Rotterdam-Zuid en wordt geëxploiteerd door de RET.
De lijn stond tussen Rotterdam Centraal en Slinge eerder bekend onder de naam Erasmuslijn, waar ook de metrolijn tussen De Akkers in Spijkenisse naar station Rotterdam Centraal onder viel; sinds 13 december 2009 wordt de naam Erasmuslijn niet meer gebruikt en worden de metrolijnen aangeduid met letters en kleuren.

## Geschiedenis
In 2006 is in het kader van het project RandstadRail de Hofpleinlijn, de spoorlijn van Rotterdam Hofplein naar Den Haag, verbouwd naar een metro/sneltramlijn: de RandstadRail Erasmuslijn. Eind 2009 is de naam veranderd in Metrolijn E.
Tot 17 augustus 2010 reed de lijn via het Hofpleinlijnviaduct naar station Rotterdam Hofplein over het tracé van de voormalige Hofpleinlijn. Met een geboorde tunnel via het Statenwegtracé werd metrolijn E op die datum aangesloten op het netwerk van de Rotterdamse metro. Tot 22 augustus 2011 met slechts met één tunnelbuis, waarin over enkelspoor werd gereden, sindsdien wordt door beide tunnelbuizen een 10-minuten dienst gereden. Sinds 11 december 2011 rijdt Metrolijn E door naar metrostation Slinge. Er is daardoor een doorgaande lijn van Den Haag tot Rotterdam-Zuid ontstaan.
Metrolijn E bevat nog enkele overwegen beveiligd met AHOB-installaties en heeft daarmee meer het karakter van een sneltram dan van een metro. De mate van afscherming is echter beduidend groter dan gebruikelijk (AHOB's in plaats van verkeerslichten bij overwegen, volledige afscherming van de baan met hekken) en daarmee is het veiligheidsniveau en de mate van autonomie meer vergelijkbaar met een spoorweg. De voormalige overweg in Pijnacker is vervangen door een tunnel.
Metrolijn E deelt het tracédeel Laan van NOI – Leidschenveen met RandstadRails 3, 4 en 34 die tussen Den Haag en Zoetermeer rijden, geëxploiteerd door de HTM.

### Stations
Bij de opheffing van de Hofpleinlijn (NS) op 3 juni 2006 is station Kleiweg gesloten. Hoewel metrolijn E hier nog passeerde, werd er niet gestopt.
Diverse stations langs de lijn zijn vernieuwd en een aantal stations is toegevoegd.
Bij de start van RandstadRail:
- Station Kleiweg werd vervangen door het nabijgelegen station Melanchthonweg.
- In Pijnacker werd een station toegevoegd, Pijnacker Zuid, terwijl het voormalige station Pijnacker (NS) hernoemd werd in Pijnacker Centrum na verplaatsing in de richting van de Oostlaan.
- Voorts werden de stations Nootdorp, Leidschenveen en Forepark toegevoegd.

Latere wijzigingen:
- Op 19 december 2008 werd Station Berkel Westpolder in gebruik genomen.
- Op 17 mei 2010 werd station Wilgenplas vervangen door het nabijgelegen station Meijersplein/Airport.
- Op 17 augustus 2010 werd station Blijdorp in gebruik genomen en werd de route via Rotterdam Centraal toegevoegd aan metrolijn E. Station Rotterdam Hofplein werd op dezelfde dag buiten gebruik gesteld.
- Op 11 december 2011 werden de stations van het bestaande trajectdeel Rotterdam Centraal – Slinge van metrolijn D toegevoegd en was de lijn compleet.
- Op 17 december 2015 werd aangekondigd dat RET €7.000.000,- in het keerspoor op station Leidschenveen investeert. Tussen de metrostations Slinge en Leidschenveen rijdt dan tussen 7:00 en 8:00 uur een extra metro.[1]
- Op 22 augustus 2016 werd het verhoogde metrostation Den Haag Centraal voor metrolijn E geopend. Sinds augustus 2014 heeft men aan dit station op een viaduct boven het busstation gebouwd. Reizigers konden voor de opening van het verplaatste metrostation gedurende zeven maanden niet verder reizen dan station Laan van NOI. Het nieuwe metrostation vervangt de voormalige eindsporen in het station (spoor 11 en 12), dat terugverbouwd is tot treinspoor om de capaciteit van de NS op Den Haag Centraal te vergroten. Deze verbouwing is in maart 2025 voltooid en deze sporen zijn weer in gebruik door NS.

## Exploitatie
De metro's op lijn E rijden de gehele dag tussen de stations Den Haag Centraal en Slinge. De lijn rijdt met de frequenties als in onderstaande tabel.
| Tijdstip      | Weekfrequenties       | Weekfrequenties | Weekfrequenties | Weekfrequenties | Vakantiefrequenties   | Vakantiefrequenties | Vakantiefrequenties | Vakantiefrequenties |
| Tijdstip      | Maandag t/m donderdag | Vrijdag         | Zaterdag        | Zondag          | Maandag t/m donderdag | Vrijdag             | Zaterdag            | Zondag              |
| ------------- | --------------------- | --------------- | --------------- | --------------- | --------------------- | ------------------- | ------------------- | ------------------- |
| 05.45 - 07.00 | 4x/uur                | 4x/uur          | -               | -               | 4x/uur                | 4x/uur              | -                   | -                   |
| 07.00 - 08.00 | 6x/uur                | 6x/uur          | 4x/uur          | 2x/uur          | 4x/uur                | 4x/uur              | 4x/uur              | 2x/uur              |
| 08.00 - 09.00 | 6x/uur                | 6x/uur          | 4x/uur          | 4x/uur          | 4x/uur                | 4x/uur              | 4x/uur              | 4x/uur              |
| 09.00 - 11.00 | 6x/uur                | 6x/uur          | 4x/uur          | 4x/uur          | 4x/uur                | 4x/uur              | 4x/uur              | 4x/uur              |
| 11.00 - 17.00 | 6x/uur                | 6x/uur          | 6x/uur          | 4x/uur          | 4x/uur                | 4x/uur              | 4x/uur              | 4x/uur              |
| 17.00 - 18.30 | 6x/uur                | 6x/uur          | 4x/uur          | 4x/uur          | 4x/uur                | 4x/uur              | 4x/uur              | 4x/uur              |
| 18.30 - 19.00 | 6x/uur                | 6x/uur          | 4x/uur          | 4x/uur          | 4x/uur                | 4x/uur              | 4x/uur              | 4x/uur              |
| 19.00 - 00.30 | 4x/uur                | 4x/uur          | 4x/uur          | 4x/uur          | 4x/uur                | 4x/uur              | 4x/uur              | 4x/uur              |
| 00.00 - 01.30 | -                     | 2x/uur^         | 2x/uur^         | -               | -                     | 2x/uur^             | 2x/uur^             | -                   |

De lijn wordt geëxploiteerd vanaf remise Waalhaven in Rotterdam.
De nachtmetro (^) rijdt alleen tussen Slinge en Pijnacker Zuid.
Tot de verbinding met het metronet voltooid was, moesten de rijtuigen voor onderhoud met een locomotief naar de werkplaats van NedTrain gebracht worden, die naast het RandstadRail-emplacement gelegen is. Voor het uitwisselen van rijtuigen met het metronet moesten deze via het spoor, rijtuigen werden achter een locomotief via de Nootdorpboog en door Delft overgebracht naar de remise Waalhaven aan metrolijn D. Sinds de voltooiing van de boortunnel kunnen de rijtuigen zelfstandig naar de remise Waalhaven rijden.

## Materieel
Op metrolijn E worden voornamelijk treinstellen uit de 5500-serie ingezet, aangevuld met enkele rijtuigen uit de 5600- & 5700-serie. De 5500-serie is speciaal voor deze lijn aangeschaft en bestaat uit 22 rijtuigen, die ook in de RandstadRail-kleurstelling geleverd zijn. Sinds de verlenging van de lijn naar metrostation Slinge is het aantal rijtuigen in de 5500-serie echter in de praktijk onvoldoende waardoor rijtuigen uit de 5600-serie, die niet de RandstadRail-kleurstelling hebben, ingezet worden. RET bestelde er daarom eind 2015 zes treinstellen bij.
Elke dag wordt er gereden met twee gekoppelde rijtuigen. Op maandag t/m donderdag en in het weekend worden deze rijtuigen ontkoppeld op station Slinge. Hierdoor rijden er 's avonds zeven enkele RSG3-rijtuigen. Op maandag t/m zaterdag zijn 20 van de 22 beschikbare rijtuigen nodig op Lijn E, exclusief de 3-tal spitsritten van/naar Pijnacker Zuid. Op zondag zijn er maar 14 rijtuigen nodig voor de exploitatie, vanwege de lagere frequentie.

## Elektrificatie
Metrolijn E rijdt op het trajectdeel Den Haag Centraal – Melanchthonweg als sneltram, met elektriciteitsvoeding door middel van een bovenleiding. Op station Melanchthonweg wordt overgeschakeld op een derde rail en de voertuigen rijden dan verder als metro, in de richting Slinge.

## Vervoerbewijzen
Bij sommige vervoerbewijzen wordt onderscheid gemaakt tussen het deel van de lijn ten noorden en dat ten zuiden van Berkel Westpolder. Dit geldt in ieder geval voor het gratis abonnement voor Rotterdamse 65-plussers (alleen geldig in het zuidelijke deel).
Den Haag Centraal  · Laan van NOI  · Voorburg 't Loo · Leidschendam-Voorburg · Forepark · Leidschenveen · Nootdorp · Pijnacker Centrum · Pijnacker Zuid · Berkel Westpolder · Rodenrijs · Meijersplein/Airport · Melanchthonweg · Blijdorp · Rotterdam Centraal  · Stadhuis · Beurs · Leuvehaven · Wilhelminaplein · Rijnhaven · Maashaven · Zuidplein · Slinge
Lijnen:
 3  RandstadRail 3 · 
 4  RandstadRail 4 · 
 34  RandstadRail 34 · 
 E  Metrolijn E · 
 170  Buslijn 170 · 
 173  Buslijn 173
Materieelseries:
HTM 4000 · 
RET 5500 · 
RET 1200
 Metrolijn A · 
 Metrolijn B · 
 Metrolijn C · 
 Metrolijn D · 
 Metrolijn E
Materieelseries:
5000 · 
5100 · 
5200 · 
5300 · 
5400 · 
5500 · 
5600 · 
5700